# 麻雀カボクイーンカップ
麻雀カボクイーンカップ（マージャンカボクイーンカップ）は、雀荘の麻雀カボ（旧：麻雀さん）グループが主催する、女流雀士による麻雀のタイトル戦。

## 概要
元々はCS放送のMONDO21（現・MONDO TV）で放送される麻雀番組「麻雀さんクイーンカップ」2003年に開始。第7回（2009年）までMONDO21にて放送が行われたが、第8回（2010年）より240スタイルに放送が移る。
2012年3月に240スタイルが閉局したこと、また同年に主催者である「麻雀さん」が賭博罪の疑いで摘発され社長が逮捕されたといった事件が重なり一旦開催が途絶えるが、2014年に女流雀士情報サイト「姫ロン」とのタイアップの形で復活。以後は同サイトが主催する「姫ロン杯」の予選の一つという扱いになっていた。2018年から再びMONDO TVでの放送となり、麻雀カボクイーンカップと改称された。
なお、回数表記が麻雀カボ側と姫ロン側で異なるため、過去の記録の参照の際に注意が必要である（麻雀カボ側ではMONDO21時代からの通算表記、姫ロン側では姫ロン杯になってからのカウントを採用している）。本項では麻雀カボ側の表記に従う。

## 優勝者
※所属はいずれもタイトル獲得当時。
- MONDO21
  - 第1回（2003年）：初音舞（フリー）
  - 第2回（2004年）：田中智紗都（日本プロ麻雀協会）
  - 第3回（2005年）：二階堂瑠美（日本プロ麻雀連盟）
  - 第4回（2006年）：宮内こずえ（日本プロ麻雀連盟）
  - 第5回（2007年）：宮内こずえ
  - 第6回（2008年）：黒沢咲（日本プロ麻雀連盟）
  - 第7回（2009年）：宮内こずえ
- 240スタイル
  - 第8回（2010年）：矢口加奈子（日本プロ麻雀連盟）
  - 第9回（2011年）：黒沢咲
- 姫ロン杯
  - 第10回（2014年）：吉元彩（日本プロ麻雀協会）
  - 第11回（2015年）：吉元彩
  - 第12回（2016年）：黒沢咲
  - 第13回（2017年）：冨本智美（日本プロ麻雀協会）
- MONDO TV
  - 第14回（2018年）：平岡理恵（日本プロ麻雀連盟）
  - 第15回（2019年）：大崎初音（日本プロ麻雀協会）